# 町を見下ろす丘
『町を見下ろす丘』（まちをみおろすおか）は、エレファントカシマシの16枚目のオリジナル・アルバム。東芝EMI/Capitol Musicから2006年3月29日に発売。

## 概要
『風』から1年半ぶり、東芝EMI所属時最後のアルバム。
「シグナル」と「今をかきならせ」は発売前に配信限定シングルとしてリリースされたため本作にシングルCD化された楽曲は収録されていない。
本作のプロデュースは、シングル『孤独な太陽』以来となる佐久間正英が担当。
アルバムのタイトルは当時の宮本が住んでいたマンションが高台にあった事が由来となる。

## 収録曲
全作詞・作曲：宮本浩次
全編曲：エレファントカシマシ
1. 地元のダンナ（4：07）[1]
2. 理想の朝（4：27）[1]
3. 甘き絶望（3：56）[1]
4. すまねえ魂（5：25）[1]
5. シグナル（5：23）[1]
6. 今をかきならせ（3：39）[1]
7. 人生の午後に（6：54）[1]
8. 雨の日に…（4：46）[1]
9. 流れ星のやうな人生（5：24）[1]
10. I don't know たゆまずに（4：26）[1]
11. なぜだか、俺は祷ってゐた。（4：43）[1]
12. 悲しみの果て -2001.8.5 Rock In Japan Fes-
  - 配信限定トラック。
13. 夢を見ようぜ -1996.9.8 Yaon Live-
  - 配信限定トラック。スタジオ音源未発表曲。
  - 同曲のライブ音源はライブ・アルバム『野音 秋』にも収録されている。